# Bundestagswahlkreis Essen II
Der Bundestagswahlkreis Essen II (Wahlkreis 118; bis zur Bundestagswahl 2021 Wahlkreis 119) liegt in Nordrhein-Westfalen und umfasst die Stadtbezirke I, V, VI und VII der Stadt Essen. Zum Wahlkreis gehören unter anderem die Essener Innenstadt sowie die Stadtteile Steele, Kray, Katernberg und Altenessen. Der Wahlkreis ist eine der stärksten Hochburgen der SPD im gesamten Bundesgebiet und wurde seit 1949 stets von der SPD gewonnen. Vor der Bundestagswahl 2013 hatte der Wahlkreis die Nummer 120.

## Wahlkreisgeschichte
| Wahl      | Wahlkreisname | Gebiet                                                                                              |
| --------- | ------------- | --------------------------------------------------------------------------------------------------- |
| 1949      | 31 Essen II   | nordöstlicher Teil von Essen mit unter anderem Frillendorf, Steele, Kray, Katernberg und Altenessen |
| 1953–1961 | 90 Essen II   | nordöstlicher Teil von Essen mit unter anderem Frillendorf, Steele, Kray, Katernberg und Altenessen |
| 1965–1976 | 88 Essen II   | nordöstlicher Teil von Essen mit unter anderem Frillendorf, Steele, Kray, Katernberg und Altenessen |
| 1980–1998 | 89 Essen II   | Stadtbezirke V, VI und VII der Stadt Essen                                                          |
| 2002–2009 | 120 Essen II  | Stadtbezirke I, V, VI und VII der Stadt Essen                                                       |
| 2013–2021 | 119 Essen II  | Stadtbezirke I, V, VI und VII der Stadt Essen                                                       |
| 2025–     | 118 Essen II  | Stadtbezirke I, V, VI und VII der Stadt Essen                                                       |

## Wahlkreisabgeordnete
| Wahl | Abgeordneter | Abgeordneter       | Partei | Stimmen in % |
| ---- | ------------ | ------------------ | ------ | ------------ |
| 1949 |              | Karl Bergmann      | SPD    | 38,9         |
| 1953 | 47,6         | Karl Bergmann      | SPD    |              |
| 1957 | 52,5         | Karl Bergmann      | SPD    |              |
| 1961 | 53,0         | Karl Bergmann      | SPD    |              |
| 1965 | 59,6         | Karl Bergmann      | SPD    |              |
| 1969 | 62,3         | Karl Bergmann      | SPD    |              |
| 1972 |              | Peter Reuschenbach | SPD    | 69,7         |
| 1976 | 66,3         | Peter Reuschenbach | SPD    |              |
| 1980 | 66,6         | Peter Reuschenbach | SPD    |              |
| 1983 | 63,4         | Peter Reuschenbach | SPD    |              |
| 1987 | 63,9         | Peter Reuschenbach | SPD    |              |
| 1990 | 57,6         | Peter Reuschenbach | SPD    |              |
| 1994 |              | Rolf Hempelmann    | SPD    | 60,8         |
| 1998 | 65,3         | Rolf Hempelmann    | SPD    |              |
| 2002 | 60,9         | Rolf Hempelmann    | SPD    |              |
| 2005 | 58,4         | Rolf Hempelmann    | SPD    |              |
| 2009 | 46,1         | Rolf Hempelmann    | SPD    |              |
| 2013 |              | Dirk Heidenblut    | SPD    | 48,3         |
| 2017 | 37,3         | Dirk Heidenblut    | SPD    |              |
| 2021 | 37,8         | Dirk Heidenblut    | SPD    |              |
| 2025 |              | Ingo Vogel         | SPD    | 30,3         |

## Wahlergebnisse

### Bundestagswahl 2025
| Kandidaten                                             | Kandidaten               | Parteien/Listen     | Erststimmen | Erststimmen | Zweitstimmen | Zweitstimmen |
| Kandidaten                                             | Kandidaten               | Parteien/Listen     | Stimmen     | %           | Stimmen      | %            |
| ------------------------------------------------------ | ------------------------ | ------------------- | ----------- | ----------- | ------------ | ------------ |
|                                                        | Ingo Vogelgewählt im WK  | SPD                 | 34.227      | 30,3        | 26.237       | 23,2         |
|                                                        | Florian Fuchs            | CDU                 | 27.842      | 24,7        | 25.277       | 22,3         |
|                                                        | Elke Zeeb                | GRÜNE               | 9.316       | 8,2         | 10.174       | 9,0          |
|                                                        | Marcus Fischer           | FDP                 | 2.683       | 2,4         | 3.360        | 3,0          |
|                                                        | Guido Reil               | AfD                 | 26.058      | 23,1        | 24.911       | 22,0         |
|                                                        | Eliseo Francesco Maugeri | Die Linke           | 10.655      | 9,4         | 12.072       | 10,7         |
|                                                        | –                        | Tierschutzpartei    | –           | –           | 1.871        | 1,7          |
|                                                        | –                        | Die PARTEI          | –           | –           | 817          | 0,7          |
|                                                        | –                        | dieBasis            | –           | –           | 161          | 0,1          |
|                                                        | –                        | Team Todenhöfer     | –           | –           | 329          | 0,3          |
|                                                        | Martin Stachowiak        | FREIE WÄHLER        | 1.681       | 1,5         | 529          | 0,5          |
|                                                        | –                        | Volt                | –           | –           | 707          | 0,6          |
|                                                        | Gabi Fechtner            | MLPD                | 461         | 0,4         | 158          | 0,1          |
|                                                        | –                        | PdF                 | –           | –           | 181          | 0,2          |
|                                                        | –                        | BÜNDNIS DEUTSCHLAND | –           | –           | 137          | 0,1          |
|                                                        | –                        | BSW                 | –           | –           | 6.290        | 5,6          |
|                                                        | –                        | MERA25              | –           | –           | 66           | 0,1          |
|                                                        | –                        | WerteUnion          | –           | –           | 42           | 0,0          |
| Gesamt                                                 | Gesamt                   | Gesamt              | 112.923     | 100         | 113.320      | 100          |
|                                                        |                          |                     |             |             |              |              |
| Ungültige Stimmen                                      | Ungültige Stimmen        | Ungültige Stimmen   | 1.243       | 1,1         | 846          | 0,7          |
| Wähler                                                 | Wähler                   | Wähler              | 114.166     | 75,0        | 114.166      | 75,0         |
| Wahlberechtigte                                        | Wahlberechtigte          | Wahlberechtigte     | 152.295     |             | 152.295      |              |
|                                                        |                          |                     |             |             |              |              |
| Quellen: Die Bundeswahlleiterin, Kandidaten – Ergebnis |                          |                     |             |             |              |              |

### Bundestagswahl 2021
| Kandidaten                                             | Kandidaten                   | Parteien/Listen      | Erststimmen | Erststimmen | Zweitstimmen | Zweitstimmen |
| Kandidaten                                             | Kandidaten                   | Parteien/Listen      | Stimmen     | %           | Stimmen      | %            |
| ------------------------------------------------------ | ---------------------------- | -------------------- | ----------- | ----------- | ------------ | ------------ |
|                                                        | Florian Fuchs                | CDU                  | 23.735      | 22,8        | 21.039       | 20,2         |
|                                                        | Dirk Heidenblutgewählt im WK | SPD                  | 39.410      | 37,8        | 35.363       | 33,9         |
|                                                        | Martin Hollinger             | FDP                  | 6.976       | 6,7         | 9.531        | 9,1          |
|                                                        | Andrea Pousset               | AfD                  | 12.015      | 11,5        | 11.521       | 11,0         |
|                                                        | Christine Müller-Hechfellner | GRÜNE                | 12.647      | 12,1        | 13.971       | 13,4         |
|                                                        | Jules El-Khatib              | DIE LINKE            | 4.325       | 4,2         | 4.525        | 4,3          |
|                                                        | Christian Sven Gröll         | Die PARTEI           | 2.414       | 2,3         | 1.421        | 1,4          |
|                                                        | –                            | Tierschutzpartei     | –           | –           | 1.924        | 1,8          |
|                                                        | –                            | PIRATEN              | –           | –           | 349          | 0,3          |
|                                                        | Wilfried Adamy               | FREIE WÄHLER         | 1.202       | 1,2         | 639          | 0,6          |
|                                                        | –                            | NPD                  | –           | –           | 132          | 0,1          |
|                                                        | –                            | ÖDP                  | –           | –           | 57           | 0,1          |
|                                                        | –                            | V-Partei³            | –           | –           | 74           | 0,1          |
|                                                        | –                            | Gesundheitsforschung | –           | –           | 155          | 0,1          |
|                                                        | Gabi Fechtner                | MLPD                 | 197         | 0,2         | 142          | 0,1          |
|                                                        | –                            | Die Humanisten       | –           | –           | 95           | 0,1          |
|                                                        | Siw Mammitzsch               | DKP                  | 169         | 0,2         | 94           | 0,1          |
|                                                        | –                            | SGP                  | –           | –           | 16           | 0,0          |
|                                                        | Frank Solga                  | dieBasis             | 1.108       | 1,1         | 840          | 0,8          |
|                                                        | –                            | Bündnis C            | –           | –           | 64           | 0,1          |
|                                                        | –                            | du.                  | –           | –           | 60           | 0,1          |
|                                                        | –                            | LIEBE                | –           | –           | 190          | 0,2          |
|                                                        | –                            | LKR                  | –           | –           | 32           | 0,0          |
|                                                        | –                            | PdF                  | –           | –           | 35           | 0,0          |
|                                                        | –                            | LfK                  | –           | –           | 122          | 0,1          |
|                                                        | –                            | Team Todenhöfer      | –           | –           | 1.718        | 1,6          |
|                                                        | –                            | Volt                 | –           | –           | 300          | 0,3          |
| Gesamt                                                 | Gesamt                       | Gesamt               | 104.198     | 100         | 104.409      | 100          |
|                                                        |                              |                      |             |             |              |              |
| Ungültige Stimmen                                      | Ungültige Stimmen            | Ungültige Stimmen    | 1.274       | 1,2         | 1.063        | 1,0          |
| Wähler                                                 | Wähler                       | Wähler               | 105.472     | 67,5        | 105.472      | 67,5         |
| Wahlberechtigte                                        | Wahlberechtigte              | Wahlberechtigte      | 156.298     |             | 156.298      |              |
|                                                        |                              |                      |             |             |              |              |
| Quellen: Die Bundeswahlleiterin, Kandidaten – Ergebnis |                              |                      |             |             |              |              |

### Bundestagswahl 2017

Mehrheiten in den Stadtbezirken (Bundestagswahl 2017)

| Kandidaten                                             | Kandidaten                       | Parteien/Listen      | Erststimmen | Erststimmen | Zweitstimmen | Zweitstimmen |
| Kandidaten                                             | Kandidaten                       | Parteien/Listen      | Stimmen     | %           | Stimmen      | %            |
| ------------------------------------------------------ | -------------------------------- | -------------------- | ----------- | ----------- | ------------ | ------------ |
|                                                        | Jutta Eckenbach                  | CDU                  | 28.912      | 26,6        | 25.606       | 23,4         |
|                                                        | Dirk Heidenblutgewählt im WK     | SPD                  | 40.601      | 37,3        | 34.727       | 31,8         |
|                                                        | Gönül Eglence                    | GRÜNE                | 5.846       | 5,4         | 6.746        | 6,2          |
|                                                        | Daniel Kerekes                   | DIE LINKE            | 8.555       | 7,9         | 9.524        | 8,7          |
|                                                        | Thomas Wilhelm Friedrich Spilker | FDP                  | 7.207       | 6,6         | 10.583       | 9,7          |
|                                                        | Guido Thorsten Reil              | AfD                  | 17.153      | 15,8        | 16.339       | 15,0         |
|                                                        | –                                | PIRATEN              | –           | –           | 576          | 0,5          |
|                                                        | –                                | NPD                  | –           | –           | 378          | 0,3          |
|                                                        | –                                | Die PARTEI           | –           | –           | 1.224        | 1,1          |
|                                                        | –                                | FREIE WÄHLER         | –           | –           | 239          | 0,2          |
|                                                        | –                                | Volksabstimmung      | –           | –           | 132          | 0,1          |
|                                                        | –                                | ÖDP                  | –           | –           | 90           | 0,1          |
|                                                        | Horst Dotten                     | MLPD                 | 257         | 0,2         | 186          | 0,2          |
|                                                        | –                                | SGP                  | –           | –           | 8            | 0,0          |
|                                                        | –                                | AD-DEMOKRATEN        | –           | –           | 935          | 0,9          |
|                                                        | –                                | BGE                  | –           | –           | 114          | 0,1          |
|                                                        | –                                | DiB                  | –           | –           | 172          | 0,2          |
|                                                        | Peter Köster                     | DKP                  | 223         | 0,2         | 88           | 0,1          |
|                                                        | –                                | DM                   | –           | –           | 128          | 0,1          |
|                                                        | –                                | Die Humanisten       | –           | –           | 77           | 0,1          |
|                                                        | –                                | Gesundheitsforschung | –           | –           | 133          | 0,1          |
|                                                        | –                                | Tierschutzpartei     | –           | –           | 1.088        | 1,0          |
|                                                        | –                                | V-Partei³            | –           | –           | 122          | 0,1          |
| Gesamt                                                 | Gesamt                           | Gesamt               | 108.754     | 100         | 109.215      | 100          |
|                                                        |                                  |                      |             |             |              |              |
| Ungültige Stimmen                                      | Ungültige Stimmen                | Ungültige Stimmen    | 1.615       | 1,5         | 1.154        | 1,0          |
| Wähler                                                 | Wähler                           | Wähler               | 110.369     | 67,6        | 110.369      | 67,6         |
| Wahlberechtigte                                        | Wahlberechtigte                  | Wahlberechtigte      | 163.326     |             | 163.326      |              |
|                                                        |                                  |                      |             |             |              |              |
| Quellen: Die Bundeswahlleiterin, Kandidaten – Ergebnis |                                  |                      |             |             |              |              |

### Bundestagswahl 2013
Amtliches Ergebnis der Bundestagswahl 2013:
| Direktkandidat    | Partei                | Erststimmen in % | Zweitstimmen in % |
| ----------------- | --------------------- | ---------------- | ----------------- |
| Dirk Heidenblut   | SPD                   | 48,3             | 41,7              |
| Jutta Eckenbach   | CDU                   | 31,1             | 28,5              |
| Günther van Wasen | FDP                   | 1,6              | 3,4               |
| Elke Zeeb         | Bündnis 90/Die Grünen | 5,0              | 7,1               |
| Janina Herff      | Die Linke.            | 7,2              | 8,1               |
| Wilfried Adamy    | PIRATEN               | 2,8              | 2,5               |
|                   | Sonstige              | –                | 8,6               |

### Bundestagswahl 2009
| Direktkandidat               | Partei               | Erststimmen in % | Zweitstimmen in % | Bundestagswahl 2005 Zweitstimmen in % |
| ---------------------------- | -------------------- | ---------------- | ----------------- | ------------------------------------- |
| Rolf Hempelmann              | SPD                  | 46,1             | 39,0              | 51,5                                  |
| Jutta Eckenbach              | CDU                  | 27,2             | 23,5              | 23,8                                  |
| Marcus Fischer               | FDP                  | 6,5              | 10,3              | 6,3                                   |
| Ute Hegener                  | GRÜNE                | 6,9              | 8,9               | 7,0                                   |
| Hans-Jürgen Zierus           | Die Linke.           | 10,4             | 11,7              | 7,4                                   |
| –                            | REP                  | –                | 0,9               | 0,7                                   |
| –                            | Die Tierschutzpartei | –                | 0,8               | 0,6                                   |
| Volker Braun                 | NPD                  | 2,1              | 1,5               | 1,1                                   |
| –                            | Familie              | –                | 0,5               | 0,5                                   |
| –                            | PIRATEN              | –                | 1,7               | -                                     |
| –                            | RENTNER              | –                | 0,4               | -                                     |
| –                            | Zentrum              | –                | 0,1               | 0,0                                   |
| Katarzyna Dorota Kruczkowski | BüSo                 | 0,5              | 0,1               | 0,0                                   |
| –                            | Volksabstimmung      | –                | 0,1               | 0,2                                   |
| Horst Dotten                 | MLPD                 | 0,2              | 0,1               | 0,2                                   |
| –                            | PSG                  | –                | 0,0               | 0,0                                   |
| –                            | RRP                  | –                | 0,2               | -                                     |
| –                            | ödP                  | –                | 0,1               | -                                     |
| –                            | DVU                  | –                | 0,1               | -                                     |